# Puccinia phaenospermae
Puccinia phaenospermae ist eine Ständerpilzart aus der Ordnung der Rostpilze (Pucciniales). Der Pilz ist ein Endoparasit des Süßgrases Phaenosperma globosum. Symptome des Befalls durch die Art sind Rostflecken und Pusteln auf den Blattoberflächen der Wirtspflanzen. Sie kommt in Ostasien vor.

## Merkmale

### Makroskopische Merkmale
Puccinia phaenospermae ist mit bloßem Auge nur anhand der auf der Oberfläche des Wirtes hervortretenden Sporenlager zu erkennen. Sie wachsen in Nestern, die als gelbliche bis braune Flecken und Pusteln auf den Blattoberflächen erscheinen.

### Mikroskopische Merkmale
Das Myzel von Puccinia phaenospermae wächst wie bei allen Puccinia-Arten interzellulär und bildet Saugfäden, die in das Speichergewebe des Wirtes wachsen. Aecien oder Spermogonien der Art sind nicht bekannt. Die Uredien des Pilzes wachsen meist oberseitig auf den Wirtsblättern. Ihre hell zimtbraunen Uredosporen sind 24–30 × 20–24 µm groß, eiförmig bis eiförmig und fein stachelwarzig. Die blattoberseitig wachsenden Telien der Art sind schwärzlich und früh offenliegend. Die gold- bis hell haselnussbraunen Teliosporen sind zweizellig, in der Regel schmal eiförmig bis ellipsoid und 40–50 × 16–20 µm groß. Ihre Stiele sind goldbraun und bis zu 60 µm lang.

## Verbreitung
Das bekannte Verbreitungsgebiet von Puccinia phaenospermae umfasst China und Japan.

## Ökologie
Die Wirtspflanze von Puccinia phaenospermae ist Phaenosperma globosum. Der Pilz ernährt sich von den im Speichergewebe der Pflanzen vorhandenen Nährstoffen, seine Sporenlager brechen später durch die Blattoberfläche und setzen Sporen frei. Die Art verfügt über einen Entwicklungszyklus, von dem bislang lediglich Telien und Uredien sowie deren Wirt bekannt sind; Spermogonien und Aecien konnten dem Pilz nicht zugeordnet werden.